# Nils Blidberg
Nils Blidberg, född 1710, död 1772, var en svensk borgmästare, riksdagsledamot och politiker.

## Biografi
Nils Blidberg föddes 1710. Han var son till kyrkoherden Petrus Blidberg (1682–1724) och Katarina Timell i Bottnaryds församling. Blidberg blev 1759 justitieborgmästare i Karlskrona. Han avled 1772.
Blidberg var riksdagsledamot för borgarståndet i Karlskrona vid riksdagen 1755–1756.
Blidberg var gift med Maria de Bruce.